# Comunistas de Esquerda (Rússia)
Os "comunistas de esquerda" eram uma facção do Partido Comunista Russo (bolchevique) surgida em 1918. Opunham-se ao Tratado de Brest-Litovski e durante algum tempo publicaram o jornal Kommunist (inicialmente como o jornal da estrutura do partido em Petrogrado, depois publicado pela organização regional do partido em Moscovo, e finalmente como um jornal de facção independente.
Os "comunistas de esquerda" também se opunha a medida tomadas no âmbito da gestão das empresas estatizadas, como o salário à peça, o sistema Taylor e o recurso a gestores com poderes similares aos dos "capitães da indústria" capitalistas, defendendo em vez disso um sistema de gestão coletiva, exercido por representantes dos sindicatos, dos sovietes e conselhos económicos regionais, e dos trabalhadores de cada empresa.
No final de 1918, os "comunistas de esquerda" deixaram de existir como uma organização autónoma; no oitavo congresso do PCR(b), alguns participaram na Oposição Militar. Mais tarde, alguns dos "comunistas de esquerda" criaram o grupo Centralismo Democrático.